# Долења вас при Чатежу
Долења вас при Чатежу (словен. Dolenja vas pri Čatežu) је насељено место у општини Требње, регија Југоисточна Словенија, Словенија.

## Историја
До територијалне реорганизације у Словенији била је у саставу старе општине Требње.

## Становништво
У попису становништва из 2011. године, Долења вас при Чатежу је имала 59 становника.
| Број становника према пописима | Број становника према пописима | Број становника према пописима |
| ------------------------------ | ------------------------------ | ------------------------------ |
| 1991                           | 2002                           | 2011                           |
| 58                             | 55                             | 59                             |

Напомена: До 1955. исказивано под именом Долења вас.